# 大嘥鬼
大嘥鬼（英語：Big Waster）是香港環境局於2013年開始展開的《惜食香港》運動的宣傳代表，同年5月18日首次亮相，從此亦以此日定為「阿鬼生日」。大眾亦認定時任環境局局長黃錦星為大嘥鬼爸爸，經常以「父子」稱呼。
以不同方式協助宣傳惜食信息，推動相關的公眾宣傳教育，包括：電視宣傳短片、電台聲帶、海報及橫額、報章特稿及報道、和巡迴展覽等。憑藉鬼馬的造型，大嘥鬼逐漸為大眾所熟悉，並讓大眾注意到相關議題，從而減少浪費。 大嘥鬼的Facebook專頁，直至2017年中，已獲得超過46,000多名「鬼絲」支持，亦獲發FB官方驗證標章證明，少數非名人、非政治人物或非機構獲此認證。另外，大嘥鬼亦於2016年開啟Instagram ，嘗試打開和更年輕一代的連結。

## 背景
香港的廢棄物處理問題情形十分棘手，當中根源問題之一為本地人產生的廚餘量相當高，相比亞洲其他先進城市高出不少。在2011年，產生的廚餘量每天逾3,500噸，約佔棄置於堆填區的都市固體廢物40%。 有鑑於此，環境局宣布於2012年12月3日成立惜食香港督導委員會，聚焦於從源頭減少廚餘的產生。委員會負責制定及監督「惜食香港運動」的推行，以減少廚餘棄置於堆填區，大嘥鬼因而誕生。大嘥鬼雖然本身浪費，但成日苦口婆心，致力推動惜食減廢、食物捐贈、廚餘收集和轉廢為能四個策略，佢同星星局長更定下目標，在2022年或更早把香港棄置在堆填區的人均廚餘量減少四成，現在已看到減廢逐步取得成效，2015年的堆填區整體廚餘棄置量為每日3,382公噸，相比2014年下降約7%，每日減少258公噸，相等於約20部雙層巴士的重量；廚餘人均棄置量則下跌近8%。

## 設計概念
所謂「相由心生」，大嘥鬼雙眼寬闊，腰身瘦削，獨特的造型恰如廣東話諺語「眼闊肚窄」，意即貪多卻吃不下，突顯「大嘥鬼」肆意浪費的陋習。它性格友善卻十分囂張、自吹自擂。

## 慳神
慳神是大嘥鬼的另一個身份，主要推廣節能。自惜食香港運動於2013年中旬展開，大嘥鬼一直參與其中，自身卻仍有眾多浪費陋習難改，故此被環境局局長黃錦星懲罰，需要強制進修，希望藉此洗心革面，彰顯「咪慳嘢」的生活習性。除了惜食減廢，課程另一主題為節能省電。於進修時，大嘥鬼化身為「 慳神Hanson」，自始它有時手持節能藍圖，勤練節能招式，並參與環境局和機電工程署於2015年5月推出以「全民節能」為題的節能運動。在盛夏，大嘥鬼會以輕裝出席不同場合，善用自然通風，若真的需要空調，會把室溫調節至攝氏24至26度，身體力行，實踐節能，應對氣候變化。

## 演出

### 電視廣告
1. *2013年「惜食香港」電視廣告，宣傳口號：「咪做大嘥鬼　惜食為香港」 （页面存档备份，存于）
2. *2015年「惜食香港」電視廣告，宣傳口號：「廚餘減一成　惜食為香港」
3. *Big Waster Song
4. *2017年「氣候變化香港行動」電視廣告
5. *2017年「氣候變化香港行動」3分鐘足本版

### 微電影
1. 2014年「惜食微電影」《你信唔信呢個世界有天使？》

### 歌曲
除電視廣告主題曲，大嘥鬼另有多首惜食歌曲，配合不同節日和場合播放，
1. 2013 年推出「平安夜」和「普世歡騰」等
2. 2014年推出新年歌曲
3. 2014年推出大嘥鬼會歌

### 活動
1. 2013年 惜食香港運動啟動禮 (首次亮相)
2. 2013年「愛包行動」
3. 2013年黄大仙區廚餘消減活動啟動禮
4. 2013年「彩燈大觀園」大型環保彩燈活動
5. 2013年 屯門區廚餘消減活動啟動禮
6. 2013、14、15年世界環境日宣傳活動
7. 2014年2月 維園年宵
8. 2014、15年香港國際七人欖球賽
9. 2014年 灣仔區廚餘消減活動啟動禮
10. 2015年 香港渣打馬拉松
11. 2015年惜食香港運動巡迴展覽
12. 2015年全民節能運動
13. 2015年 米蘭世界博覽會

### 紀念品
1. 2013年推出書籤
2. 2014年推出揮春
3. *2016世界環境日 大嘥鬼DIY公仔
4. *2017世界環境日 大嘥鬼手巾仔

### 獲獎
- HKMA/TVB傑出市場策劃獎2014 - -卓越獎 （页面存档备份，存于）

## 新聞
- 2013年11月10日：一隻「大嘥鬼」的誕生 （页面存档备份，存于）
- 2015年5月11日：直線抽擊TVB　大嘥鬼有話說 （页面存档备份，存于）
- 2016年4月3日：1,400萬助大嘥鬼獲3萬like （页面存档备份，存于）
- 2016年10月19日：大嘥鬼黑雨無休　「JM Tone」提你關注氣候變化
- 2017年3月30日：「大嘥鬼」抽霆鋒水：淋晒嘅雞蛋仔都值得被尊重 （页面存档备份，存于）
- 2017年5月14日: 花墟人流旺子女忙送花 大嘥鬼教送西蘭花 （页面存档备份，存于）
- 2017年5月16日：見同學浪費 小一生寫信邀「大嘥鬼」 黃錦星偕拍檔到訪觀察午膳
- 2017年6月2日：美國退出《巴黎協定》　大嘥鬼嬲豬反特朗普

## 外部連結
- 大嘥鬼Facebook專頁 （页面存档备份，存于）
- 大嘥鬼Instagram （页面存档备份，存于）
- 惜食香港 （页面存档备份，存于）